# Route nationale 56 (Madagaskar)
Die Route nationale 56 (RN 56) ist eine 2,7 km lange Nationalstraße westlich der Hauptstadt Antananarivo in der Region Itasy im Zentrum von Madagaskar. Sie zweigt in Arivonimamo von der RN 1 ab und führt in südlicher Richtung zu einem Flughafen.